# Ophiomyia simplex
Ophiomyia simplex este o specie de muște din genul Ophiomyia, familia Agromyzidae. A fost descrisă pentru prima dată de Friedrich Hermann Loew în anul 1869. Conform Catalogue of Life specia Ophiomyia simplex nu are subspecii cunoscute.